# Wetterauer Seenplatte

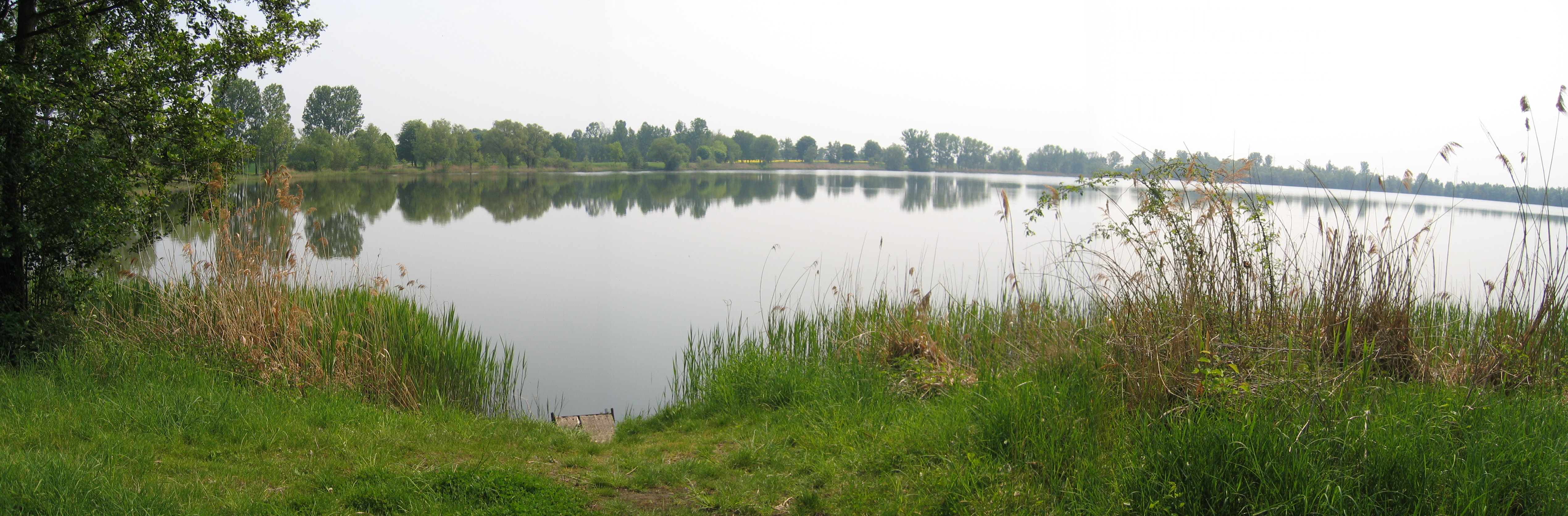
Der Wölfersheimer See, der größte See der Wetterauer Seenplatte

Die Wetterauer Seenplatte ist eine Seenplatte, also eine Gruppe von Seen und Teichen, in der Horloffsenke (Naturraum 234.0), einem Teil der Wetterau in Hessen.

## Entstehung
Die Seen der Wetterauer Seenplatte sind nicht natürlichen Ursprungs. Es handelt sich um Tagebaurestseen, die bei der Rekultivierung von Tagebauen des Wetterauer Braunkohlereviers entstanden sind. Einige kleinere Teiche sind Absinkweiher aus der Zeit des untertägigen Braunkohlebergbaus, das heißt mit Wasser vollgelaufene Tagesbrüche von eingestürzten unterirdischen Hohlräumen.

## Regionalparkprojekt
Die Seenplatte soll als eigenständiges Projekt im Regionalpark Rhein-Main des Planungsverbandes Rhein-Main entwickelt werden. Hierfür gründeten die Kommunen Wölfersheim, Reichelsheim, Echzell und Hungen Anfang 2008 eine formale Arbeitsgemeinschaft.
In den Bereichen Naherholung, Sport, Landschaftskunst, Erhalt des Kulturerbes und Naturschutz wollen die Städte kooperieren, um die Lebensqualität, den Wohn- und Freizeitwert der Region zu verbessern, diese für den Tourismus attraktiver zu machen und somit auch wirtschaftlich zu fördern. Für Besucher der Region sollen hierfür unter anderem verschiedene Natur- und Erlebnispfade angelegt, Museen und ein Informationszentrum entstehen. Weiterhin ist eine Anbindung an überregionale Rad- und Wanderwege wie den Niddaradweg oder den Vulkanradweg sowie Themenstraßen wie die Deutsche Limes-Straße geplant.

## Natur- und Vogelschutz
Die Tallandschaft der Horloff mit ihren Auen ist insbesondere für den Vogelschutz als Brut- und Rastgebiet besonders wertvoll.
Das Regionalparkprojekt soll eng mit dem Auenverbund Wetterau verzahnt werden. In dieses 1989 ausgewiesene, etwa 7.400 Hektar große Landschaftsschutzgebiet sind mehr als 30 kleinere und größere Naturschutzgebiete mit einer Fläche von rund 1.400 ha eingebettet. Hierzu zählen auch mehrere der Wetterauer Seen (siehe Tabelle unten). Das Projekt Auenverbund wurde 1988 mit dem Europäischen Umweltpreis ausgezeichnet, gehört zum Natura 2000-Programm und ist als Europäisches Vogelschutzgebiet registriert.

## Radfahren und Wandern
Anlässlich der Landesgartenschau in Bad Nauheim veröffentlichten die vier Kommunen 2010 eine Radfahrkarte mit zwei Tourenvorschlägen. Die Karte ist kostenlos in den Rathäusern der Gemeinden erhältlich. Im Jahr 2017 erfolgte eine Neuauflage mit verbesserter Kartographie, die ebenfalls kostenfrei in den Rathäusern erhältlich ist.

## Seen und Teiche
| See                                       | Größe        | Lage                                                  | Koordinate                      | Tagebau                                                | Tagebaubetrieb  | Nutzung heute                                    |
| ----------------------------------------- | ------------ | ----------------------------------------------------- | ------------------------------- | ------------------------------------------------------ | --------------- | ------------------------------------------------ |
| Trais-Horloffer See (auch Inheidener See) | 35,1 ha      | zwischen Inheiden und Trais-Horloff                   | 50° 27′ 6,6″ N, 8° 54′ 18,4″ O  | Tagebau Inheiden                                       | 1918–38 1938–50 | Badebetrieb und Wassersport                      |
| Sachsensee (auch Barbarasee)              | ca. 35 ha    | südöstlich von Bellersheim                            | 50° 26′ 48,1″ N, 8° 51′ 23,8″ O | Tagebau I                                              | 1961–75         | Naherholung, Angelteich                          |
| Oberer Knappensee                         | 36,3 ha      | nordöstlich von Utphe                                 | 50° 26′ 30″ N, 8° 53′ 39,4″ O   | Tagebau IV (Tagebau Utphe)                             | 1974–84         | Naherholung, Angelteich                          |
| Unterer Knappensee                        | ca. 32 ha    | südöstlich von Utphe                                  | 50° 25′ 51″ N, 8° 53′ 30,5″ O   | Tagebau IV (Tagebau Utphe)                             | 1974–84         | Naturschutzgebiet ("Mittlere Horloffaue")        |
| Wölfersheimer See                         | 38 ha        | östlich von Wölfersheim                               | 50° 23′ 48,7″ N, 8° 50′ 14,3″ O | Tagebau Wölfersheim                                    | 1927–43         | Naherholung, Angeln                              |
| Heldtteich                                | ca. 1 ha     | nordöstlich von Wölfersheim                           | 50° 24′ 18,5″ N, 8° 50′ 32,8″ O | Tagebau Wölfersheim                                    | 1927–43         | Naherholung, Angeln                              |
| -                                         | < 1 ha       | südöstlich von Wölfersheim                            | 50° 22′ 52,8″ N, 8° 50′ 25,1″ O | Tagebau Wölfersheim                                    | 1927–43         | Naturschutzgebiet ("Im Grenzstock von Gettenau") |
| Herrschaftlicher Teich (auch Schwelteich) | < 1 ha       | östlich von Wölfersheim, nordwestlich von Echzell     | 50° 23′ 53,2″ N, 8° 51′ 20,1″ O | kein Tagebaurestsee                                    | -               | Naturschutzgebiet ("Schwelteich von Echzell")    |
| Teufelsee                                 | je ca. 25 ha | nördlich von Weckesheim, nordwestlich von Heuchelheim | 50° 22′ 35,6″ N, 8° 50′ 59,4″ O | Tagebau II/III (Tagebau Heuchelheim)                   | 1962–89         | Naturschutzgebiet ("Pfaffensee und Teufelsee")   |
| Pfaffensee                                | je ca. 25 ha | nördlich von Weckesheim, nordwestlich von Heuchelheim | 50° 22′ 30,1″ N, 8° 51′ 41,4″ O | Tagebau II/III (Tagebau Heuchelheim)                   | 1962–89         | Naturschutzgebiet ("Pfaffensee und Teufelsee")   |
| Gettenauer Teich(e)                       | ca. 1,2 ha   | westlich von Gettenau                                 | 50° 23′ 9,7″ N, 8° 52′ 35,8″ O  | Tagebau II/III (Tagebau Heuchelheim)                   | 1962–89         | Angeln, Biotop                                   |
| Heuchelheimer Teiche                      | < 1 ha       | Westlicher Ortsrand von Heuchelheim                   | 50° 22′ 0,6″ N, 8° 51′ 45,6″ O  | Klärteiche für Abwasser der Betriebsanlage Tgb. II/III | 1962–89         | Angeln, Biotop                                   |
| Reichelsheimer Teich(e)                   | ca. 1 ha     | Südwestlicher Ortsrand von Reichelsheim               | 50° 21′ 21,1″ N, 8° 51′ 58,7″ O | Tagebau VI / Absinkteich                               | 1983–89         | Angeln, Biotop                                   |
| Bergwerksee (Reichelsheim)                | ca. 30 ha    | nördlich von Dorn-Assenheim                           | 50° 20′ 59,8″ N, 8° 50′ 39,6″ O | Tagebau VII                                            | 1988–91         | Konzept in Planung                               |
| Weckesheimer Teich (auch Leonhard-Teich)  | ca. 1 ha     | Südöstlicher Ortsrand von Weckesheim                  | 50° 21′ 29,3″ N, 8° 50′ 45,9″ O | Tagebau VII                                            | 1988–91         | Naherholung, Angeln                              |